# Медведев, Михаил Ефимович (актёр)
Михаил Ефимович Медведев (Готлиб) (1 октября 1910 — 7 марта 1990, Москва) — советский актёр театра и кино. Заслуженный артист РСФСР (1969). Награждён Медалью «За трудовое отличие» (СССР) (1948).

## Биография
Родился 1 октября 1910 года. Окончил Кинематографический техникум (1933).
С 1933 года — актёр МХАТ имени Горького.
В 1934—1936 годах служил на действительной военной службе в Красной Армии.
В 1948 году во время кампании по борьбе с космополитизмом взял театральный псевдоним — Медведев.
За годы работы в театре сыграл десятки ролей, эпизодов, множество народных сцен, участвовать в которых в то время во МХАТе считалось почетным. Был отмечен в режиссёрских записках В. И. Немировича-Данченко. Играл в спектаклях вместе с великими и выдающимися артистами МХАТ и в очередь с ними. Среди них — И. М. Москвин, М. М. Тарханов, а также А. Н. Грибов, М. М. Яншин, В. О. Топорков.
Скончался 7 марта 1990 года в Москве.

### Роли в театре
- 1945 — «Вишневый сад» А. Чехова — Фирс
- 1950 — «Мещане» М. Горького (постановка С. К. Блинникова и И. М. Раевского) — Перчихин
- 1951 — «Лес» А. Островского — Карп
- «Синяя птица» М. Метерлинка (постановка К. С. Станиславского, Л. А. Сулержицкого, И. М. Москвина) — Дедушка
- 1966 — «Ревизор» Н. В. Гоголя (постановка М. Н. Кедрова) — Абдулин
- 1968 — «Дни Турбиных» М. А. Булгакова (постановка Л. В. Варпаховского) — Максим
- 1959 — «На дне» М. Горького — Лука
- 1959 — «Три сестры» А. П. Чехова (постановка Вл. И. Немировича-Данченко, возобновление И. М. Раевского, Ю. Л. Леонидова и С. Г. Десницкого) — Ферапонт
- 1967 — «Чрезвычайный посол» А. и П. Тур (постановка И. М. Раевского) — Папаша Гунар
- 1969 — «Без вины виноватые» А. Островского — Шмага
- 1973 — «Старый Новый год» М. Рощина (постановка О. Н. Ефремова) — Иван Адамыч
- 1975 — «Враги» М. Горького — Левшин
- 1981 — «Так победим!» М. Шатрова (постановка О. Н. Ефремова, режиссёр Р. А. Сирота) — Середняк
- 1986 — «Тамада» А. Галина (постановка К. М. Гинкаса) — Гость на свадьбе
- При участии Медведева был возобновлен спектакль «Горячее сердце» (он играл здесь Аристарха, 1954, Сидоренко, 1956, Градобоева, 1962).

### Роли в кино
- 1992 — Комедия строгого режима[источник не указан 156 дней]
- 1984 — Три сестры — Ферапонт, сторож из земской управы
- 1976 — Сибирь (3 серия — Вдоль тракта сибирского) — Евлампий Ермилыч
- 1973 — Дверь без замка — Ермолаич, начальник пристани (озвучил Ефим Копелян)
- 1971 — День за днём (9-я серия — Декабрь, 31-е. Пятница) — гость, который ошибся этажом (нет в титрах)
- 1968 — Барсуки (фильм-спектакль) (2-я серия: В деревне, 3-я серия: В лесу) — Ефим
- 1967 — Кремлевские куранты	(фильм-спектакль) — Казанок, деревенский звонарь
- 1965 — Мещане (фильм-спектакль) — Перчихин, дальний родственник Бессменова, торговец певчими птицами
- 1964 — Минута истории (фильм-спектакль) — посыльный с фронта
- 1963 — Если ты прав…
- 1961 — Человек-амфибия — боцман
- 1961 — Дерсу Узала — Хунхуз
- 1960 — Мертвые души (фильм-спектакль) — Петрушка, слуга Чичикова
- 1957 — Улица полна неожиданностей — Сергей Николаевич, сослуживец Воднева
- 1957 — Рядом с нами — попутчик Николая и Андрея, сосед в купе
- 1955 — Следы на снегу — Иван Шараборин, беглый уголовник
- 1955 — Мексиканец — домовладелец
- 1954 — Верные друзья — зритель (нет в титрах)
- 1934 — Настоящий парень (короткометражный) — Ермолаев

## Награды
- Заслуженный артист РСФСР (3.04.1969).
- Награждён Медалью «За трудовое отличие» (СССР) (26.10.1948)